# Équipe du Rwanda féminine de volley-ball
L'équipe du Rwanda féminine de volley-ball est l'équipe nationale qui représente le Rwanda dans les compétitions internationales de volley-ball féminin. 
Les Rwandaises ont participé à quatre phases finales de Championnat d'Afrique ; elles terminent dixièmes en 2007, neuvièmes en 2011 et 2021 et quatrièmes en 2023.
Elle est actuellement classée au 67e rang de la Fédération internationale de volley-ball au 25 août 2023.